# シュヴェリーンSC
シュヴェリーンSC（Schweriner SportsClub、略称・SSC）は、ドイツのメクレンブルク＝フォアポンメルン州シュヴェリーンを本拠地とするスポーツクラブであり、女子バレーボールチームが著名。他に陸上競技やサッカーチームがあるが、本項ではバレーボールチームについて記述する。
SSCはブンデスリーガ1部やカップ戦で幾度となく優勝を果たしている。チャンピオンズリーグにも出場する強豪チームであり、青少年のバレーボール選手育成でもドイツ有数のクラブである。

## 主な成績
- ブンデスリーガ1部：優勝 - 1994/95、1997/98、1999/00、2000/01、2001/02、2005/06、2008/09、2010/11、2011/12、2012/13、2016/17、2017/18シーズン
- ドイツカップ：優勝 - 2001年、2006-2007年、2012-2013年

## 登録選手
2024/25シーズンの登録選手は以下の通り。
| 背番号 | 選手名                 | ポジション           | 身長（メートル） | 備考       |
| ------ | ---------------------- | -------------------- | ---------------- | ---------- |
| 1      | Karla Antunović        | セッター             | 1.83             |            |
| 2      | Fleur Savelkoel        | アウトサイドヒッター | 1.84             |            |
| 6      | ノヴァ・マーリング     | アウトサイドヒッター | 1.84             |            |
| 7      | Meg Wolowicz           | ミドルブロッカー     | 1.93             |            |
| 8      | Britte Stuut           | ミドルブロッカー     | 1.98             |            |
| 9      | Leana Grozer           | アウトサイドヒッター | 1.83             |            |
| 11     | Annegret Hölzig        | アウトサイドヒッター | 1.84             | キャプテン |
| 12     | Hannah Kohn            | セッター             | 1.84             |            |
| 13     | Patricia Llabrés       | リベロ               | 1.68             |            |
| 15     | エレス・ダムブリンク   | オポジット           | 1.86             |            |
| 16     | Marie Hänle            | オポジット           | 1.88             |            |
| 17     | Vedrana Jakšetić       | セッター             | 1.83             |            |
| 21     | Paulina Ströh          | セッター             | 1.76             |            |
| 22     | Jaelyn Keene           | ミドルブロッカー     | 1.88             |            |
| 28     | ピンピチャヤ・コクラム | アウトサイドヒッター | 1.78             |            |

## 主な歴代所属選手
| - クリスティーナ・シュルツ - シルビア・ロル - マーレン・フロム - リザ・トムゼン - ヤナ・ポル - ラウラ・エモンツ - ティナ・ゴーラン - デニーゼ・ハンケ - アンニャ・ブラント - ベリト・カウフフェルト - ザスキア・ヒッペ - ジェニファー・ヤニスカ - ルイーザ・リップマン - アナ・ポガニー - マリー・シェルツェル - キンバリー・ドレフニオク - ピア・ケストナー | - アリス・ブロム - キンタ・ステーンベルヘン - カロリン・ベンシンク - フェムケ・ストルテンボルフ - ロンネケ・スローティエス - イフォン・ベリエン - アンネ・バイス - ブリット・ボンハールトス - テッサ・ポルデル - インディ・バイエンス - アリエル・ターナー - ヘイリー・スペルマン - マッケンジー・アダムス - ジャスティン・ウォン＝オランテス - ハンナ・タップ - ステファニー・サメディ | - 巫丹 - グレタ・サクマリー - ダニツァ・ラデンコビッチ - ミラ・トピッチ - ベータ・ドゥマンチッチ - タチアナ・ムドリツカヤ - レティシア・モマ - Dessislava Velitchkova - ディアナ・ネノバ - タビサ・ラブ - ジャズミン・ホワイト - カイサ・アランコ - ヴェロニカ・フロンチェコバ - トゥトゥク・ブルク・ユズゲンチ - 加藤理絵 - 白田博子 - 坂本奈々香 |